# Jordan Yale Levine
Jordan Yale Levine (nacido el 7 de enero de 1985) es un productor de cine estadounidense y socio fundador de Yale Productions. Ha trabajado como productor en varias películas, entre ellas King Cobra del director Justin Kelly y After Everything de los directores Hannah Marks y Joey Power.

## Primeros años
Levine nació en Long Island. Asistió a la escuela secundaria G.W. Hewlett en Hewlett, Nueva York, antes de graduarse en 2003.

## Carrera
Produjo su primera película a los 19 años antes de fundar su propia empresa, Yale Productions, en 2012. Entre producción, financiación y distribución, Levine ha participado en la producción de más de 30 películas y fue nombrado uno de los 10 productores a seguir por Variety en 2016.
Levine consiguió una inversión para Yale Productions en 2019 de The Forest Road Company.

### Festivales
Levine ha producido muchas películas que se han estrenado en varios festivales. Hizo su debut en el Festival de Cine de Tribeca en 2016 con King Cobra y estaba previsto que regresara al Festival de Cine de Tribeca en 2020 para el estreno de Becky, pero el festival fue cancelado debido a la pandemia de COVID-19. Otra película, I Used to Go Here, se estrenaría en el SXSW en 2020, pero también se canceló debido a la pandemia de COVID-19.
Debido a su experiencia en festivales de cine, Levine fue entrevistado por Hollywood Reporter para brindar información privilegiada sobre el mercado cinematográfico estadounidense en 2017.

## Filmografía
Fue productor de todas las películas a menos que se indique lo contrario.

### Películas
| Año  | Título                        | Crédito               |
| ---- | ----------------------------- | --------------------- |
| 2006 | Paid                          | Productor ejecutivo   |
| 2007 | Life Goes On                  | Productor ejecutivo   |
| 2007 | The Final Curtain             | Productor ejecutivo   |
| 2007 | Tooth and Nail                | Productor ejecutivo   |
| 2008 | Death's Door                  | Productor ejecutivo   |
| 2009 | Blood Ties                    | Productor ejecutivo   |
| 2010 | The Penitent Man              | Coproductor ejecutivo |
| 2010 | The Land of the Astronauts    |                       |
| 2010 | Wreckage                      | Productor ejecutivo   |
| 2011 | Mangus!                       | Coproductor ejecutivo |
| 2012 | Petunia                       | Productor de línea    |
| 2012 | Cut/Print                     | Productor ejecutivo   |
| 2012 | After the Dawn                | Productor ejecutivo   |
| 2013 | He's Way More Famous Than You | Coproductor ejecutivo |
| 2015 | Addiction: A 60's Love Story  |                       |
| 2015 | Isolation                     | Productor ejecutivo   |
| 2015 | My First Miracle              |                       |
| 2016 | Jack Goes Home                |                       |
| 2016 | Element                       | Productor ejecutivo   |
| 2016 | King Cobra                    |                       |
| 2016 | Love on the Run               |                       |
| 2016 | Loserville                    | Productor ejecutivo   |
| 2016 | Welcome to Willits            |                       |
| 2017 | Altitude                      | Productor ejecutivo   |
| 2017 | Class Rank                    | Productor ejecutivo   |
| 2017 | Ten                           |                       |
| 2018 | After Everything              |                       |
| 2018 | Welcome the Stranger          |                       |
| 2018 | The Escape of Prisoner 614    |                       |
| 2018 | The Pretenders                |                       |
| 2019 | Crypto                        |                       |
| 2019 | Already Gone                  |                       |
| 2019 | Burn                          |                       |
| 2020 | Hooking Up                    |                       |
| 2020 | Becky                         |                       |
| 2020 | I Used to Go Here             |                       |
| 2020 | Chick Fight                   |                       |
| 2021 | Stowaway                      | Productor ejecutivo   |
| 2021 | Separation                    |                       |
| 2021 | Rogue Hostage                 |                       |
| 2021 | The Survivalist               |                       |
| 2021 | Castle Falls                  | Productor ejecutivo   |
| 2022 | Gasoline Alley                | Productor ejecutivo   |
| 2022 | Panama                        |                       |
| 2022 | As They Made Us               |                       |
| 2022 | White Elephant                | Productor ejecutivo   |
| 2022 | Alone Together                |                       |
| 2024 | The Clean Up Crew             |                       |
| 2024 | Clawfoot                      |                       |
| —    | Bailey & Darla                |                       |
| —    | Ballad of a Hustler           | Productor ejecutivo   |
| —    | Bandit                        |                       |
| —    | Banshee                       |                       |
| —    | Confession                    |                       |
| —    | Deadlock                      | Productor ejecutivo   |
| —    | High Heat                     |                       |
| —    | Michigan                      |                       |
| —    | Paradise City                 | Productor ejecutivo   |
| —    | Rare Objects                  |                       |
| —    | The Kill Room                 |                       |

Como actor
| Año  | Título                         | Papel |
| ---- | ------------------------------ | ----- |
| 2010 | 2001 Maniacs: Field of Screams | K-Jay |
| 2010 | The Land of the Astronauts     | Colin |
| 2010 | Wreckage                       | Jimmy |

Otros
| Año  | Título           | Papel                       |
| ---- | ---------------- | --------------------------- |
| 2013 | Apparitional     | Representante del productor |
| 2014 | Such Good People | Representante del productor |